# 盖戈里区
盖戈里区，是阿塞拜疆的一個區，位於該國西北部。原称漢拉爾區，2008年改为现名。面積1,380平方公里，2008年人口54,700人。首府盖戈里。
1930年建區。